# Unsere Liebe Frau vom Berge Karmel (Quezon-Stadt)

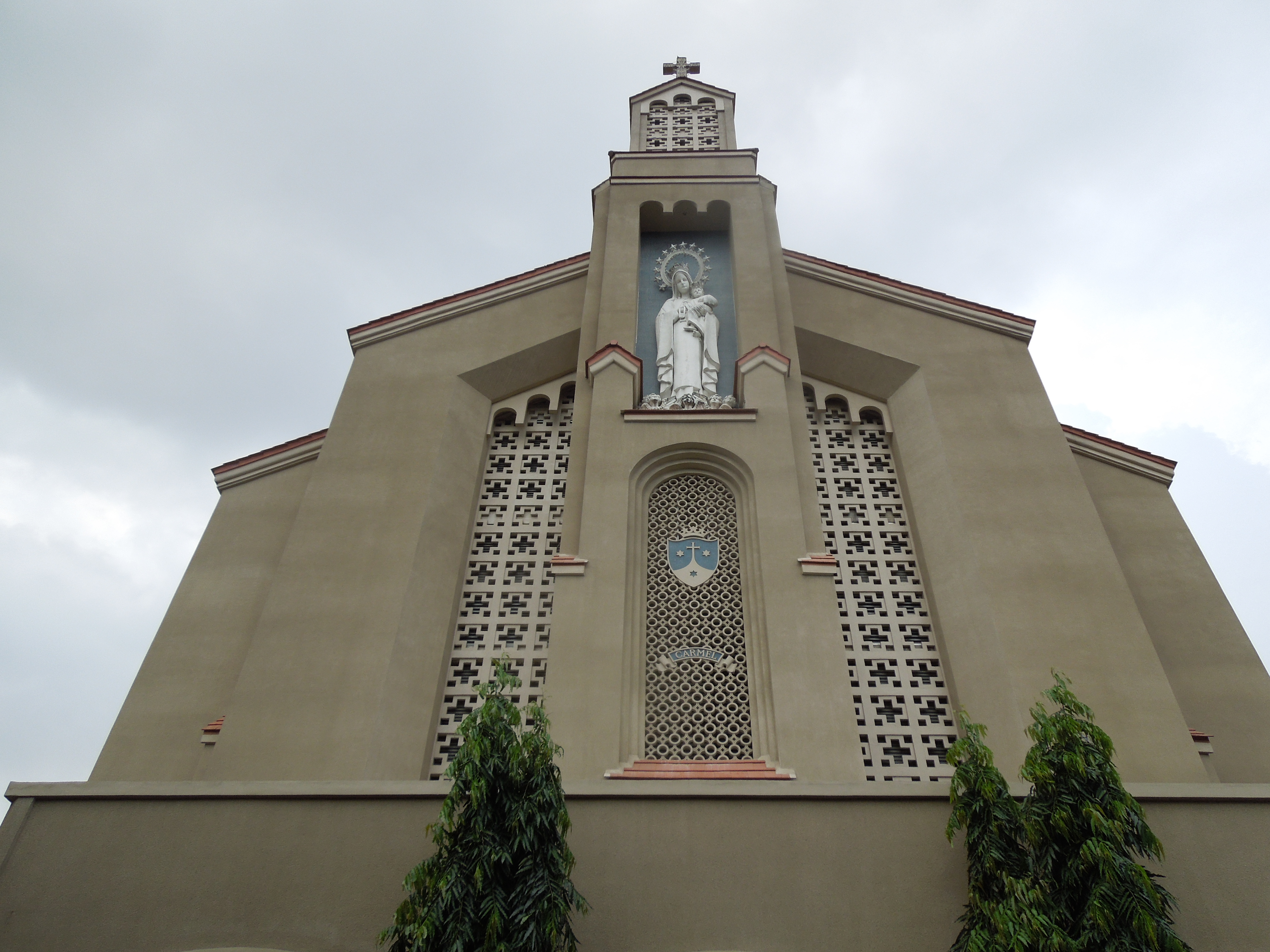
Fassade der Kirche

Unsere Liebe Frau vom Berge Karmel (englisch Our Lady of Mount Carmel) ist ein katholisches Nationalheiligtum und eine Pfarrkirche in Quezon-Stadt in der Hauptstadtregion Metro Manila auf den Philippinen. Die Kirche des Bistums Cubao mit dem Patrozinium Unserer Lieben Frau vom Berge Karmel wird von den Unbeschuhten Karmeliten betreut und trägt den Titel einer Basilica minor.

## Geschichte

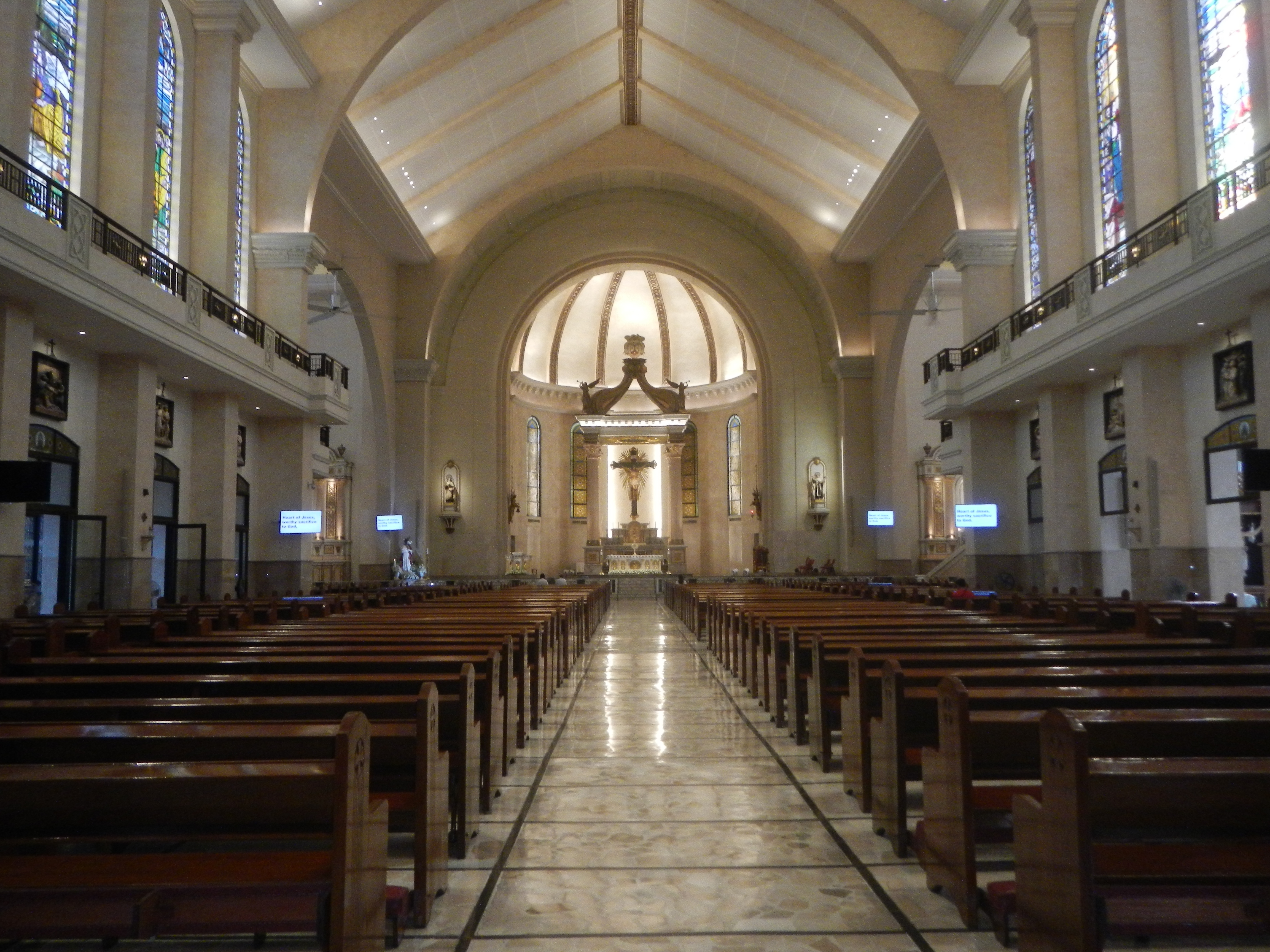
Innenraum

Die irischen Karmeliten kamen 1954 in das Erzbistum Manila. Bereits am 31. Dezember des Jahres wurde der Grundstein für die Kirche gelegt und durch den Apostolischen Nuntius Egidio Vagnozzi gesegnet. Die Kirche wurde am 16. Juli 1964 am Fest Unserer Lieben Frau vom Berge als der Schutzpatronin der Karmeliten durch Kardinal Rufino Jiao Santos geweiht. Am 17. Februar 1975 erhielt die Kirche den Status einer Pfarrkirche. Das Karmel-Heiligtum wurde von der katholischen Kirche durch Bischof Honesto Ongtioco zum Wallfahrtsort des 2003 geschaffenen Bistums Cubao ernannt. 2018 wurde die Erhebung der Kirche zur Basilica minor durch Papst Franziskus bekanntgegeben.

## Bauwerk
Die einschiffige Kirche hat einen kreuzförmigen Grundriss. Über der Eingangsfassade mit einer Marienstatue erhebt sich ein Glockengiebel. Der Altar steht in einer runden Apsis. Die Kirche ist mit ihren farbenprächtigen Bleiverglasungen ein beliebter Ort für Hochzeiten. Außerdem ist ein Kolumbarium an die Kirche angeschlossen.